# Шиллинг, Фридрих Густав
Фридрих Густав Шиллинг (25 ноября 1766, Дрезден — 30 июля 1839, там же) — немецкий поэт и романист, большую часть творческого наследия которого составляют рассказы и повести.

## Биография
Происходил из знатной чиновнической семьи. С 1779 по 1781 год учился в школе Саксонии-Сент Афра под руководством её ректора, ранее будучи учеником многих её преподавателей. С 1781 года поступил по собственному желанию на военную службу, с 1782 года служил в артиллерии и вскоре получил офицерское звание. Ещё во время службы получил некоторую известность как поэт и драматург — первые его стихотворения были опубликованы в 1789 году в журнале Thalia. Принимал участие в сражении при Йене в 1792 году и в 1810 году вышел в отставку в звании капитана.
При жизни был одним из самых плодовитых и известных писателей страны. Его «Sammtliche Schriften» вышли в Дрездене в двух сериях по 50 томах каждая (I, 1810—19; II, 1819—1830). В 1828—1839 годах там же вышло другое издание его сочинений в 80 томах. Его многочисленные романы дают довольно верную характеристику современного ему высшего немецкого общества. К лучшим из них принадлежат следующие романы, преимущественно комического содержания: «Gruido von Sohmsdorf» (Фрейбург, 1791—1796; 3-е издание — 1802); «Das Weib, wie es ist» (Дрезден, 1800; 3-е издание — 1819); «Der Mädchenhüter» (ib., 1808; 2-е издание — 1823); «Die Brautschau» (ib., 1809); «Der Liebesdienst» (ib., 1810); «Laura im Bade» (ib., 1815); «Familie Bürger» (ib., 1820); «Wallow’s Töchter» (ib., 1821); «Zeichnungen» (ib., 1821); «Wolfgang oder der Name in der That» (ib., 1822); «Hässliche Bilder» (ib., 1822); «Leander» (ib., 1823); «Stern und Unstern» (ib., 1827); «Die Geschwister» (ib., 1827); «Die Ueberraschungen» (ib., 1830); «Der Hofzwerg» (1830).